# Limenitis zunilaces
Limenitis zunilaces is een vlinder uit de onderfamilie Limenitidinae van de familie Nymphalidae. De wetenschappelijke naam van de soort is voor het eerst geldig gepubliceerd in 1915 door Hans Fruhstorfer.